# محافظة هاي ديونغ
محافظة هاي ديونغ  ( بالفيتنامية : Hải Dương ) هي إحدى محافظات فيتنام. وتقع في دلتا النهر الأحمر.

## أعلام
- تران هونج داوو